# Йосиногава
Йосиногава (яп. 吉野川市 Ёсиногава-си) — город в Японии, находящийся в префектуре Токусима. Площадь города составляет 144,19 км², население — 42 231 человек (1 августа 2014), плотность населения — 292,88 чел./км².

## Географическое положение
Город расположен на острове Сикоку в префектуре Токусима региона Сикоку. С ним граничат города Мима, Ава и посёлки Камиита, Камияма, Исии.

## Население
Население города составляет 42 231 человек (1 августа 2014), а плотность — 292,88 чел./км². Изменение численности населения с 1980 по 2005 годы:
| 1980 | 48 677 чел. |  |
| 1985 | 49 302 чел. |  |
| 1990 | 48 938 чел. |  |
| 1995 | 48 383 чел. |  |
| 2000 | 46 794 чел. |  |
| 2005 | 45 782 чел. |  |

## Символика
Цветком города считается хризантема, птицей — обыкновенный зимородок.